# Jhan Paulussen
Jhan Paulussen (Turnhout, 12 juli 1921 – Turnhout, 7 april 2005) 
Jhan Paulussen was een veelzijdig beeldend kunstenaar uit Turnhout wiens werk opvalt door zijn menselijke boodschap en zijn diversiteit aan artistieke technieken. Zijn veelzijdigheid is vooral te vinden in de door hem gebruikte technieken: schilderen, keramiek, etsen, weven, enz.
Hij genoot een opleiding als kunstschilder aan de  Koninklijke Academie voor Schone Kunsten van Antwerpen, waar hij de prijs etsen en schilderen behaalde. Hij
studeerde verder aan het Nationaal Hoger Instituut voor Schone Kunsten te Antwerpen in het atelier van baron  Isidoor Opsomer .
Hij was leraar Toegepaste Kunsten verbonden aan de Academie voor Schone Kunsten te Turnhout, van 1945 tot zijn pensioen. Daar bouwde hij de afdeling decoratief tekenen uit tot de hedendaagse afdeling Toegepaste en Monumentale Kunsten. Deze omvat: ontwerp, keramiek, grafiek, gebrandschilderd glas en textieltechnieken.
Van 1957 tot in 1978 was hij leraar Natuurtekenen aan het Heilig Grafinstituut te Turnhout, in de pedagogische afdeling. Gelijktijdig bleef hij werkzaam als zelfstandig kunstenaar met een zeer diverse productie van keramisch werk, tekeningen, gravures & etsen, tapijtweefkunst, kunstwerken in metaal en hout.
Zijn oeuvre omvat zeer diverse thema's, waaronder religieuze en maatschappijkritische werken.
Een voorbeeld van zijn werk is het keramisch werk "Kind en gezin", te vinden aan de ingang van de gebouwen van de CM te Turnhout.
Jhan Paulussen werkte ook als esthetisch adviseur voor de Alto-sigarenfabriek te Turnhout, voor het ontwerpen van verpakkingen o.m. voor de sigaren 'Corps Diplomatique'.
Na zijn oppensioenstelling tot aan zijn overlijden in 2005 werd zijn werk gekenmerkt door anekdotische & satirische tekeningen.